# Menetou-Râtel
Menetou-Râtel ist eine französische Gemeinde mit 463 Einwohnern (Stand: 1. Januar 2022) im Département Cher in der Region Centre-Val de Loire. Sie gehört zum Arrondissement Bourges und zum Kanton Sancerre.

## Lage
Menetou-Râtel liegt etwa 44 Kilometer nordöstlich von Bourges. Umgeben wird Menetou-Râtel von den Nachbargemeinden Subligny im Norden, Sury-en-Vaux im Nordosten, Verdigny im Osten, Amigny im Osten und Südosten, Bué im Südosten, Crézancy-en-Sancerre im Süden, Sens-Beaujeu im Südwesten und Westen sowie Jars im Nordwesten.

## Bevölkerungsentwicklung
| Jahr                       | 1962 | 1968 | 1975 | 1982 | 1990 | 1999 | 2006 | 2019 |
| Einwohner                  | 641  | 594  | 526  | 506  | 483  | 480  | 490  | 467  |
| Quellen: Cassini und INSEE |      |      |      |      |      |      |      |      |

## Sehenswürdigkeiten
- Kirche Saint-Martin aus dem 12./13. Jahrhundert
- Priorat Notre-Dame aus dem 14. Jahrhundert
- Schloss Couet von 1875